# 노령역
노령역(Noryeong station, 蘆嶺驛)은 전북특별자치도 정읍시 입암면 등천리에 위치한 호남선의 철도역이다. 인근에 다원시스 정읍공장이 있다.

## 연혁
- 1970년 1월 16일 : 신호장으로 개업[1]
- 1971년 3월 20일 : 여객 취급 개시[2]
- 1984년 6월 1일 : 여객취급 개시[3]
- 1987년 6월 18일 : 호남선 복선화로 역사 이전 신축
- 1988년 1월 25일 : 배치간이역으로 승격[4]
- 1989년 11월 6일 : 화물취급 개시
- 1991년 11월 14일 : 운전피제어역으로 지정(제어역: 천원역)
- 2004년 12월 10일 : 무배치간이역으로 격하[5]
- 2008년 1월 1일 : 여객 취급 중지